# ジョン・マレー (第5代アソル公爵)
第5代アソル公爵ジョン・マレー（英: John Murray, 5th Duke of Atholl、1778年6月26日 - 1846年9月14日）は、イギリスの貴族。

## 生涯
第4代アソル公爵とその妻ジェーン・カスカート（Jane Cathcart、1754年5月20日 - 1790年12月5日、第9代カスカート卿の娘）との長男として生まれた。1797年に第61歩兵連隊付エンサインに任官したが、翌年には精神異常者(Unsound mind)の宣告を受けた。そのため、父である4代公の死後は実弟の初代グレンリヨン男爵が公爵家の実務を取り仕切ったという。こうした状態にもかかわらず、1830年にパースシャー治安判事に任命されている。また、同年には父の死去に伴ってアソル公爵位を継承した。政治的にはホイッグ党を支持したとされるが貴族院には出席せず、いかなる投票を行った形跡もない。1846年にロンドン、セントジョンズウッドの自邸グレヴィル・プレイス(Greville Place)で死去した。生まれ故郷であるパースシャー、ダンケルに埋葬された。
生涯未婚であったことから、爵位は弟グレンリヨン卿の息子ジョージが継承した。